# Аспен ан Лаведан
Аспен ан Лаведан (фр. Aspin-en-Lavedan) насеље је и општина у јужној Француској у региону Миди Пирене, у департману Горњи Пиринеји која припада префектури Аржеле Газо.
По подацима из 2011. године у општини је живело 253 становника, а густина насељености је износила 142,94 становника/km². Општина се простире на површини од 1,77 km². Налази се на средњој надморској висини од 500 метара (максималној 622 m, а минималној 370 m).

## Демографија
| 1962. | 1968. | 1975. | 1982. | 1990. | 1999. | 2011. |
| ----- | ----- | ----- | ----- | ----- | ----- | ----- |
| 161   | 173   | 227   | 257   | 256   | 223   | 253   |

График промене броја становника у току последњих година